# Дудинов, Владимир Николаевич
Владимир Николаевич Дудинов (укр. Володимир Миколайович Дудінов) — советский и украинский астроном, один из пионеров спекл-интерферометрии, лауреат Государственной премия УССР в области науки и техники (1986), директор НИИ астрономии Харьковского университета (1977—1993).

## Биография
Владимир Дудинов родился 22 апреля 1938 года. В 1950-е годы учился на астрономическом отделении Харьковского государственного университета им. А. М. Горького. В эти годы близко дружил с Леонидом Акимовым, вместе с ним по вечерам после лекций собирал астрономические инструменты, проводил наблюдения. В ночь после запуска первого спутника Дудинов и Акимов приняли его сигналы и транслировали на весь Сад Шевченко. В 1960 Дудинов защитил дипломную работу, в которой превратил старую 6-метровую параболическую антенну на радиотелескоп и зарегистрировал радиоизлучение Солнца.
После окончания университета начал работать младшим научным сотрудником Астрономической обсерватории ХГУ. В дискуссиях с Барабашовым, Гаражой, Акимовым, Корниенко и другими коллегами, у Дудинова появилось понимание проблемы улучшения видения сквозь атмосферу, которое стало главным направлением его работы на протяжении всей жизни. В это время Дудинов также участвовал в первой лазерной локации Луны, отвечал за строительство Чугуевской наблюдательной станции. В 1969 защитил кандидатскую диссертацию «Анализ и оптимальная обработка результатов поверхностной фотометрии планет».

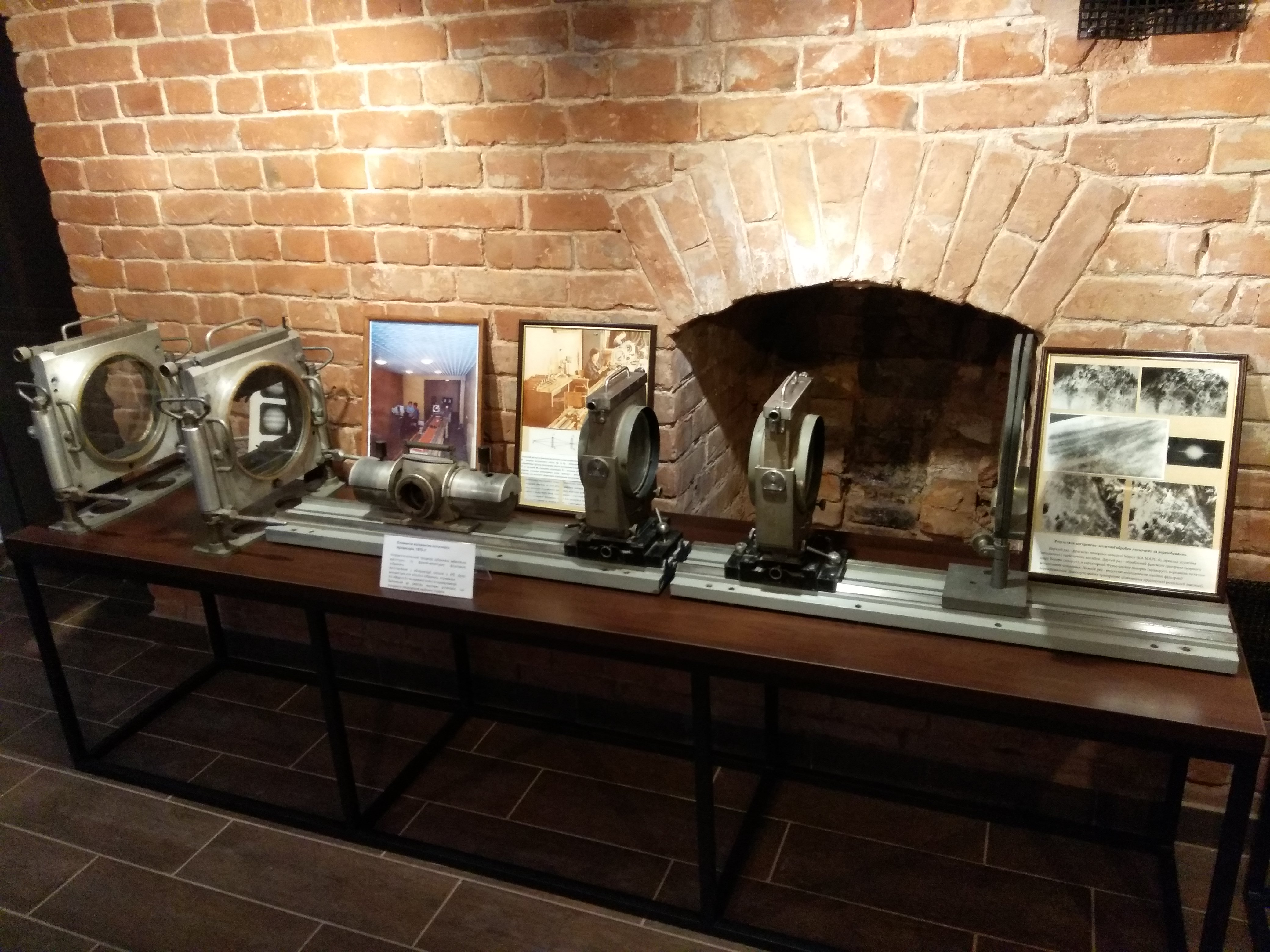
Когерентно-оптический процессор Дудинова в Харьковском музее астрономии им. Н. П. Барабашова

В то время не было достаточных расчётных мощностей, чтобы осуществлять цифровую обработку сигналов. Но в 1969 году, под влиянием книги Марешаля и Франсона «Структура оптического изображения», Дудинов и Акимов поняли, что можно выполнить обработку с помощью аналоговой техники, выполнив преобразование Фурье с помощью линзы. Объединив усилия с Корниенко, они создали в обсерватории когерентно-оптический процессор для обработки изображений. Перед прохождением Меркурия по диску Солнца 9 мая 1970 года было решено снять прохождение на кинопленку, а затем усреднить квадраты фурье-спектров отдельных кадров с помощью когерентно-оптического процессора. Хотя по техническим причинам эта работа не удалась, сама идея была эквивалентна изобретению спекл-интерферометрии. Усовершенствованный когерентно-оптический процессор для этой работы был построен в Радиоастрономическом институте, а в 1974 перенесен на Чугуевскую наблюдательную станцию. Он использовался для обработки панорам Марса, полученных советскими космическими станциями, а также для обработки фотографий в оборонных целях. В 1986 Дудинов защитил докторскую диссертацию «Проблема повышения разрешающей способности во время астрономических наблюдений». В том же году был награждён Государственной премией УССР в области науки и техники.
В 1977—1993 годах Дудинов работал директором НИИ астрономии Харьковского национального университета. Развернув широкую деятельность по хоздоговорам, он смог значительно увеличить штат обсерватории. Наладилось сотрудничество с московским ГАИШ и Майданакской обсерваторией, и даже после распада СССР Дудинову удавалось поддерживать Майданак и получать совместные гранты с москвичами. Уйдя в 1993 году с поста директора обсерватории, он остался заведующим отделом обработки изображений.
В 1995 В Майданакской обсерватории Дудинов получил изображение креста Эйнштейна. С этого началось активное исследование гравитационных линз в НИИ астрономии, приведшее к изучению десятков объектов, ряда статей и монографии.

## Награды и признание
- Государственная премия Украинской ССР в области науки и техники за цикл работ «Аналоговая и цифровая обработка астрономических изображений» (1986)[2].
- Созданный под руководством Дудинова когерентно-оптический процессор включён в реестр научных установок, составляющих национальное достояние Украины[2].